# Marija Szkarletowa
Marija Sawieljewna Szkarletowa (ros. Мария Савельевна Шкарлетова, ur. 3 lutego 1925 we wsi Kisłowka w rejonie kupiańskim w obwodzie charkowskim, zm. 2 listopada 2003 w Kupiańsku) – radziecka sanitariuszka, Bohater Związku Radzieckiego (1945).

## Życiorys
Urodziła się w ukraińskiej rodzinie robotniczej. Miała wykształcenie średnie, od lipca 1943 służyła w Armii Czerwonej, ukończyła kursy instruktorów sanitarnych, w październiku 1943 została skierowana na front wojny z Niemcami, brała udziału w walkach na Ukrainie, w Mołdawii i Polsce, forsowała m.in. Dniepr, Ingulec, Dniestr, Południowy Bug i Wisłę. Jako instruktorka sanitarna 170 pułku piechoty gwardii 57 Dywizji Piechoty Gwardii 8 Armii Gwardii 1 Frontu Białoruskiego wyróżniła się podczas forsowania Zachodniego Bugu na zachód od miasta Luboml 20 lipca 1944 i podczas forsowania Wisły w rejonie Magnuszewa 1 sierpnia 1944, wynosząc z pola walki dziesiątki rannych żołnierzy i oficerów i udzielając im pierwszej pomocy medycznej oraz ubezpieczając ich ewakuację na tyły. W 1946 została przyjęta do WKP(b), w 1949 ukończyła kupiańską szkołę medyczną.

## Odznaczenia
- Złota Gwiazda Bohatera Związku Radzieckiego (24 marca 1945)
- Order Lenina
- Order Wojny Ojczyźnianej I klasy
- Order Czerwonej Gwiazdy
- Medal „Za wyzwolenie Warszawy”
- Medal Florence Nightingale (Międzynarodowy Komitet Czerwonego Krzyża)

I inne.